# Ștefan cel Mare, Argeș
Ștefan cel Mare este satul de reședință al comunei cu același nume din județul Argeș, Muntenia, România.
Planul satului Ștefan cel Mare a fost realizat în a doua parte a secolului al XIX-lea de către inginerul Gheorghe Florescu din Câmpulung și este unul de rară concepție al așezărilor de câmp, din vremea aceea, un plan văzut în perspectivă, care s-a dovedit a fi modern și practic și în zilele noastre.
Numele de „Ștefan cel Mare” a fost dat de localnici așezării în cinstea domnitorului moldovean din secolul al XV-lea, această localitate neavând însă nicio legătură cu personalitatea acestuia.